# 安德瓦伊利拉斯區

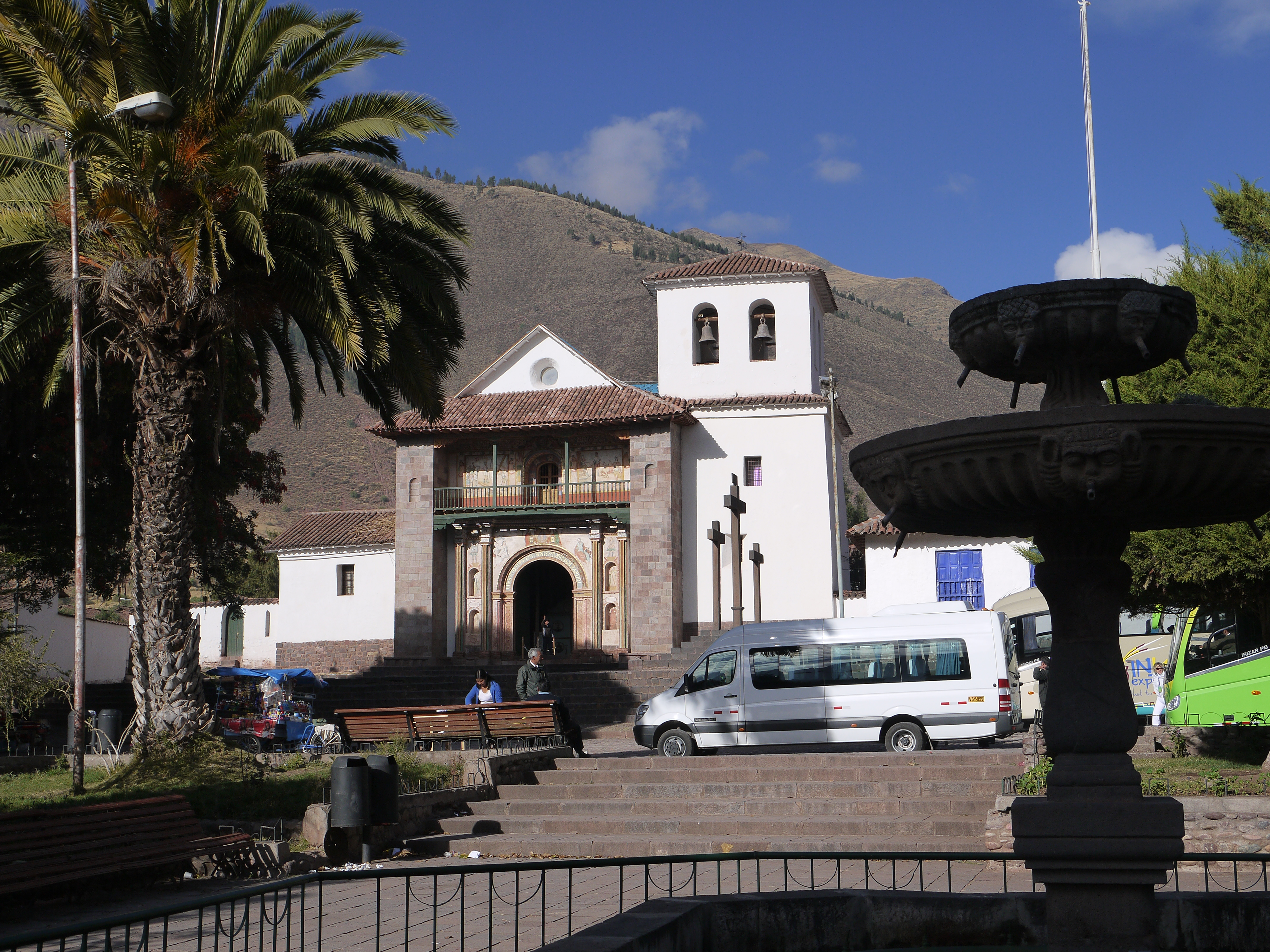

13°40′16″S 71°40′26″W / 13.67111°S 71.67389°W
安德瓦伊利拉斯區（西班牙語：Distrito de Andahuaylillas），是秘魯的一個區，位於該國南部庫斯科大區的基斯皮坎奇省，始建於1857年1月2日，面積84.6平方公里，海拔高度3,122米，2005年人口5,399，人口密度每平方公里64人。